# Liste der Kulturgüter in Orselina
Die Liste der Kulturgüter in Orselina enthält alle Objekte in der Gemeinde Orselina im Kanton Tessin, die gemäss der Haager Konvention zum Schutz von Kulturgut bei bewaffneten Konflikten, dem Bundesgesetz vom 20. Juni 2014 über den Schutz der Kulturgüter bei bewaffneten Konflikten sowie der Verordnung vom 29. Oktober 2014 über den Schutz der Kulturgüter bei bewaffneten Konflikten unter Schutz stehen.
Objekte der Kategorie A sind vollständig in der Liste enthalten, Objekte der Kategorie B sind im Gemeindegebiet nicht ausgewiesen, Objekte der Kategorie C fehlen zurzeit (Stand: 1. Januar 2023).

## Kulturgüter
| Foto |                                                                               | Objekt | Kat. | Typ | Standort                        | Beschreibung |
| ---- | ----------------------------------------------------------------------------- | --- | ---- | --- | ------------------------------- | ------------ |
| ja   | Datei hochladen · Wikidata zu Madonna del Sasso (Q246924)                     | Sacro Monte, Kirche der Annunziata, Kloster, Kreuzweg und Kirche der Madonna del Sasso / Sacro Monte, chiesa dell’Annunziata, convento, via crucis e chiesa della Madonna del Sasso KGS-Nr.: 05661 | A    | G   | Via Santuario 2 704651 / 114650 |              |
| ja   | Datei hochladen · Wikidata zu Sacro Monte, Museum (Q27487042)                 | Sacro Monte, Museum / Sacro Monte, museo KGS-Nr.: 11764 | A    | S   | Via Santuario 2 704651 / 114650 |              |
| ja   | Datei hochladen · Wikidata zu Funicolare Locarno–Madonna del Sasso (Q1474284) | Standseilbahn Locarno–Madonna del Sasso / Funicolare Locarno–Madonna del Sasso KGS-Nr.: 17219 | B    | G   | Via Santuario 7 704549 / 114731 |              |